# Stanisław Marciniak (ekonomista)
Stanisław Marciniak (ur. 3 lipca 1948 w Warszawie) – profesor nauk ekonomicznych, doktor habilitowany nauk o zarządzaniu, doktor ekonomii, profesor zwyczajny Politechniki Warszawskiej, ekonomista, finansista, specjalista z zakresu controllingu, zarządzania strategicznego oraz efektywności ekonomicznej przedsięwzięć, Dyrektor Instytutu Organizacji Systemów Produkcyjnych Wydziału Inżynierii Produkcji Politechniki Warszawskiej.
Legitymuje się ponad 40-letnim stażem dydaktycznym, w tym czasie wypromował ponad 800 magistrów i inżynierów oraz 7 doktorów. Poza pracą naukowo-dydaktyczną pełnił w wielu przedsiębiorstwach funkcję audytora lub szefa kontroli wewnętrznej, był członkiem licznych rad naukowych, uczestniczył w pracach redakcji wydawnictw naukowych.

## Stanowiska
- prezes Oddziału Warszawskiego Towarzystwa Naukowego Organizacji i Kierownictwa
- sekretarz Głównej Rady Naukowej Towarzystwa Naukowego Organizacji i Kierownictwa
- 2008-2011 - Kierownik Zakładu Badań i Rozwoju Produkcji Instytutu Organizacji Systemów Produkcyjnych Wydziału Inżynierii Produkcji Politechniki Warszawskiej
- 1992-1996 - Dyrektor Kontroli Ekonomiczno-Finansowej FSO
- 1996-2000 - Szef Audytu Daewoo – FSO
- od 2011 r. - Dyrektor Instytutu Organizacji Systemów Produkcyjnych Wydziału Inżynierii Produkcji Politechniki Warszawskiej[1]

## Członkostwa
- od 1976 - członek Głównej Rady Naukowej Towarzystwa Naukowego Organizacji i Kierownictwa
- od 1984 - członek Polskiego Towarzystwa Numizmatycznego[1]

## Nagrody, wyróżnienia, odznaczenia
- Złoty Krzyż Zasługi (2009 r.)
- Medal Komisji Edukacji Narodowej (2011 r.)[1]

## Działalność pozanaukowa
Stanisław Marciniak działał w organizacjach sportowych oraz Towarzystwie Krzewienia Kultury Fizycznej. Jest członkiem Polskiego Towarzystwa Numizmatycznego. Pełni także funkcję ławnika w sądzie.

## Ważne publikacje
- Zespolona metoda oceny efektywności przedsięwzięć techniczno-organizacyjnych. „Prace Naukowe serii „Organizacja i zarządzanie przemysłem””, 1989. Warszawa: Oficyna Wydawnicza Politechniki Warszawskiej. Zeszyt 4.brak numeru strony (rozprawa habilitacyjna obroniona 27.03.1990 r.)
- Controlling. Teoria. Zastosowanie. Wyd. 3 zmienione. Warszawa: Difin, 2008. Brak numerów stron w książce
- Efektywność ekonomiczna elastycznej produkcji. „Prace Naukowe serii „Organizacja i zarządzanie przemysłem””, 1992. Warszawa: Oficyna Wydawnicza Politechniki Warszawskiej. Zeszyt 9.brak numeru strony (wspólnie z K. Santarkiem i H. J. Richterem)
- The Analysis of Changes and Hazards of Execution of technical and organizational Plan of Polish Medium Size Enterprises. „Rostocker Hefte zur Unternehmungsführung”, 2002. Rostock: Ingo Koch Verlag.brak numeru strony
- Ekonomika przedsiębiorstw produkcyjnych dla inżynierów. Warszawa: Oficyna Wydawnicza Politechniki Warszawskiej, 2013. Brak numerów stron w książce (wspólnie z E.Głodzińskim i M.Krwawicz)[1]